# Filmes de 1941 da Republic Pictures

## Introdução
Em 1941, a Republic Pictures lançou 69 produções. Iniciada no ano anterior, Meet the Stars.., uma série de curtas-metragens com celebridades de Hollywood, recebeu os sete e últimos títulos. Ao mesmo tempo, o estúdio iniciou uma série de filmes sobre manuseio de armas e atividades afins para o Exército e a Marinha dos Estados Unidos.
Dos quatro seriados lançados, Adventures of Captain Marvel tem a particularidade de ser o único da Republic com um super-herói, enquanto Jungle Girl foi o primeiro com uma mulher no papel de protagonista. Ambos ternaram-se clássicos do gênero.
1941 também viu a estreia no cinema de Vera Ralston, como uma patinadora no gelo em Ice-Capades. Vera foi uma descoberta pessoal de Herbert J. Yates, o homem forte do estúdio, com quem se casaria em 1952. Yates fez tudo para torná-la uma estrela, mas fracassou inapelavelmente.
The Devil Pays Off, Ice-Capades, Mercy Island e Ridin' on a Rainbow, este um faroeste B de Gene Autry, foram lembrados pela Academia. Entretanto, a primeira estatueta que a Republic recebeu foi um Oscar técnico, outorgado a seu departamento de som.

## Prêmios Oscar
Décima quarta cerimônia, com os filmes exibidos em Los Angeles no ano de 1941.
| Filme               | Indicações                             | Premiações |
| ------------------- | -------------------------------------- | ---------- |
| The Devil Pays Off  | Melhor Mixagem de Som                  | ---        |
| Ice-Capades         | Melhor Trilha Sonora (filme musical)   | ---        |
| Mercy Island        | Melhor Trilha Sonora (filme dramático) | ---        |
| Ridin' on a Rainbow | Melhor Canção Original                 | ---        |

### Prêmios Especiais ou Técnicos
- Charles Lootens e o Departamento de Som da Republic Pictures: Prêmio Científico ou Técnico (Classe III - Certificado de Menção Honrosa), "pelo pioneirismo no uso e pela primeira aplicação prática na produção cinematográfica de gravação de som com amplificador simétrico Classe B".[2]

## Seriados do ano
| Título original              | Título PT/BR              | Título PT/PT                     | Astro           | Diretor                     | Episódios | Gênero   |
| ---------------------------- | ------------------------- | -------------------------------- | --------------- | --------------------------- | --------- | -------- |
| Adventures of Captain Marvel | O Homem de Aço            | O Invencível Capitão Marvel      | Tom Tyler       | John English/William Witney | 12        | Aventura |
| Dick Tracy vs. Crime, Inc.   | Dick Tracy Contra o Crime | A Vingança do Homem Transparente | Ralph Byrd      | John English/William Witney | 15        | Policial |
| Jungle Girl                  | A Filha das Selvas        | A Filha do Império Selvagem      | Frances Gifford | John English/William Witney | 15        | Aventura |
| King of the Texas Rangers    | Contra a Quinta Coluna    | A Seita da Legião Fantasma       | Sammy Baugh     | John English/William Witney | 12        | Faroeste |

## Filmes do ano
| Título original                          | Título PT/BR            | Título PT/PT           | Astros                            | Diretor          | Gênero   |
| ---------------------------------------- | ----------------------- | ---------------------- | --------------------------------- | ---------------- | -------- |
| Angels with Broken Wings                 |                         | Anjos sem Asas         | Binnie Barnes, Gilbert Roland     | Bernard Vorhaus  | Musical  |
| The Apache Kid                           |                         |                        | Don 'Red' Barry, Lynn Merrick     | George Sherman   | Faroeste |
| Arkansas Judge                           | O Juiz de Arkansas      |                        | Leon Weaver, Frank Weaver         | Frank McDonald   | Drama    |
| Back in the Saddle                       |                         | Minério Infernal       | Gene Autry, Smiley Burnette       | Lew Landers      | Faroeste |
| Bad Man of Deadwood                      |                         |                        | Roy Rogers, Gabby Hayes           | Joseph Kane      | Faroeste |
| Citadel of Crime                         | Cidadela do Crime       |                        | Robert Armstrong, Frank Albertson | George Sherman   | Policial |
| Country Fair                             |                         |                        | Eddie Foy Jr., June Clyde         | Frank McDonald   | Comédia  |
| Death Valley Outlaws                     |                         |                        | Don 'Red ' Barry, Lynn Merrick    | George Sherman   | Faroeste |
| Desert Bandit                            |                         |                        | Don 'Red' Barry, Lynn Merrick     | George Sherman   | Faroeste |
| The Devil Pays Off                       |                         | Oiro Traiçoeiro        | J. Edward Bromberg, Osa Massen    | John H. Auer     | Drama    |
| Doctors Don't Tell                       |                         |                        | John Beal, Florence Rice          | Jacques Tourneur | Drama    |
| Down Mexico Way                          | Serenata Mexicana       | A Canção do México     | Gene Autry, Smiley Burnette       | Joseph Santley   | Faroeste |
| Gangs of Sonora                          | Espoliadores de Sonora  |                        | Robert Livingston, Bob Steele     | John English     | Faroeste |
| Gaúchos of El Dorado                     | Torpeza Humana          | Gauchos do El Dorado   | Bob Steele, Tom Tyler             | Lester Orlebeck  | Faroeste |
| The Gay Vagabond                         |                         |                        | Roscoe Karns, Ruth Donnelly       | William Morgan   | Comédia  |
| The Great Train Robbery                  | O Mistério Ferroviário  |                        | Bob Steele, Claire Carleton       | Joseph Kane      | Policial |
| Hurricane Smith                          |                         | Morri Para o Mundo     | Ray Middleton, Jane Wyatt         | Bernard Vorhaus  | Faroeste |
| Ice-Capades                              | Aconteceu no Gelo       | Não Quero Ser Estrela! | James Ellison, Jerry Colonna      | Joseph Santley   | Musical  |
| In Old Cheyenne                          | Terror na Fronteira     |                        | Roy Rogers, Gabby Hayes           | Joseph Kane      | Faroeste |
| Jesse James at Bay                       |                         | Jesse James ao Ataque  | Roy Rogers, Gabby Hayes           | Joseph Kane      | Faroeste |
| Kansas Cyclone                           |                         |                        | Don 'Red' Barry, Lynn Merrick     | George Sherman   | Faroeste |
| Lady from Louisiana                      | O Carnaval da Vida      | Carnaval da Vida       | John Wayne, Ona Munson            | Bernard Vorhaus  | Drama    |
| A Man Betrayed                           | O Traído                |                        | John Wayne, Frances Dee           | John H. Auer     | Drama    |
| Mercy Island                             |                         | A Ilha do Ódio         | Ray Middleton, Gloria Dickson     | William Morgan   | Aventura |
| A Missouri Outlaw                        |                         |                        | Don 'Red' Barry, Lynn Merrick     | George Sherman   | Faroeste |
| Mountain Moonlight                       |                         | O Dinheiro É Tudo      | Leon Weaver, Frank Weaver         | Nick Grinde      | Comédia  |
| Mr. District Attorney                    | Intrigas Desvendadas    |                        | Dennis O'Keefe, Florence Rice     | William Morgan   | Policial |
| Mr. District Attorney in the Carter Case | Testemunho do Cadáver   | A Quadrilha da Cidade  | James Ellison, Virginia Gilmore   | Bernard Vorhaus  | Policial |
| Nevada City                              |                         |                        | Roy Rogers, Gabby Hayes           | Joseph Kane      | Faroeste |
| Outlaws of Cherockee Trail               | Rastros de Sangue       |                        | Bob Steele, Tom Tyler             | Lester Orlebeck  | Faroeste |
| Pals of the Pecos                        | Amigos Até a Morte      |                        | Robert Livingston, Bob Steele     | Lester Orlebeck  | Faroeste |
| Petticoat Politics                       |                         |                        | Roscoe Karns, Ruth Donnelly       | Erle C. Kenton   | Comédia  |
| The Phantom Cowboy                       |                         |                        | Don 'Red' Barry, Virginia Carroll | George Sherman   | Faroeste |
| The Pittsburgh Kid                       |                         |                        | Billy Conn, Jean Parker           | Jack Townley     | Ação     |
| Poison Pen                               |                         | Cartas Que Matam       | Flora Robson, Robert Newton       | Paul L. Stein    | Drama    |
| Prairie Pioneers                         | Pioneiros das Planícies |                        | Robert Livingston, Bob Steele     | Lester Orlebeck  | Faroeste |
| Public Enemies                           |                         | O Chefe Secreto        | Phillip Terry, Wendy Barrie       | Albert S. Rogell | Policial |
| Puddin' Head                             |                         | Pobre Milionária       | Judy Canova, Francis Lederer      | Joseph Santley   | Musical  |
| Rags to Riches                           |                         |                        | Alan Baxter, Mary Carlisle        | Joseph Kane      | Policial |
| Red River Valley                         |                         |                        | Roy Rogers, Gabby Hayes           | Joseph Kane      | Faroeste |
| Ridin' on a Rainbow                      |                         |                        | Gene Autry, Smiley Burnette       | Lew Landers      | Faroeste |
| Robin Hood of the Pecos                  | Robin Hood do Oeste     |                        | Roy Rogers, Gabby Hayes           | Joseph Kane      | Faroeste |
| Rookies on Parade                        |                         |                        | Bob Crosby, Ruth Terry            | Joseph Santley   | Musical  |
| Saddlemates                              | O Traidor da Tribo      |                        | Robert Livingston, Bob Steele     | Lester Orlebeck  | Faroeste |
| Sailors on Leave                         |                         | Viva a Marinha         | William Lundigan, Shirley Ross    | Albert S. Rogell | Comédia  |
| Sheriff of Tombstone                     | O Xerife de Tombstone   | Ladrões de Minas       | Roy Rogers, Gabby Hayes           | Joseph Kane      | Faroeste |
| Sierra Sue                               |                         | Terras em Fogo         | Gene Autry, Smiley Burnette       | William Morgan   | Faroeste |
| The Singing Hill                         |                         |                        | Gene Autry, Smiley Burnette       | Lew Landers      | Faroeste |
| Sis Hopkins                              |                         | Serenata da Broadway   | Judy Canova, Bob Crosby           | Joseph Santley   | Musical  |
| Sunset in Wyoming                        |                         |                        | Gene Autry, Smiley Burnette       | William Morgan   | Faroeste |
| Tuxedo Junction                          |                         |                        | Leon Weaver, June Weaver          | Frank McDonald   | Comédia  |
| Two-Gun Sheriff                          |                         |                        | Don 'Red' Barry, Lynn Merrick     | George Sherman   | Faroeste |
| Under Fiesta Stars                       |                         |                        | Gene Autry, Smiley Burnette       | Frank McDonald   | Faroeste |
| West of Cimarrron                        |                         |                        | Bob Steele, Tom Tyler             | Lester Orlebeck  | Faroeste |
| Wyoming Wildcat                          |                         |                        | Don 'Red' Barry, Julie Duncan     | George Sherman   | Faroeste |

## Outros
| Título                                        | Tipo           | Diretor         | Duração    | Gênero              |
| --------------------------------------------- | -------------- | --------------- | ---------- | ------------------- |
| Meet the Stars - Baby Stars                   | Curta-Metragem | Harriet Parsons | 20 minutos | Variedades          |
| Meet the Stars - Hollywood Visits the Navy    | Curta-Metragem | Harriet Parsons | 20 minutos | Variedades          |
| Meet the Stars - Los Angeles Examiner Benefit | Curta-Metragem | Harriet Parsons | 20 minutos | Variedades          |
| Meet the Stars - Meet Roy Rogers              | Curta-Metragem | Harriet Parsons | 20 minutos | Variedades          |
| Meet the Stars - Stars at Play                | Curta-Metragem | Harriet Parsons | 20 minutos | Variedades          |
| Meet the Stars - Stars Past and Present       | Curta-Metragem | Harriet Parsons | 20 minutos | Variedades          |
| Meet the Stars - Variety Reel No. 4           | Curta-Metragem | Harriet Parsons | 20 minutos | Variedades          |
| Army 146 - 60mm Mortar                        | --             | --              | --         | Treinamento Militar |
| Army 147 - 60mm Mortar                        | --             | --              | --         | Treinamento Militar |
| Army 148 - 60mm Mortar                        | --             | --              | --         | Treinamento Militar |

## Ligações Externas
- The Internet Movie Database (em inglês)